# Incidente UFO di Cape Girardeau
L'incidente UFO di Cape Girardeau è un presunto schianto di UFO che sarebbe avvenuto negli Stati Uniti d'America nel 1941 a Cape Girardeau in Missouri.

## Notizie sull’incidente
Il caso fu rivelato nel 1991 dall’ufologo Leonard Stringfield, che ne fu informato per lettera da una donna, Charlette Mann, la quale riferì all’ufologo che si trattava di un segreto di famiglia che sua nonna Floy, vedova del pastore battista William Huffman, le avrebbe confidato nel 1984 poco prima di morire di cancro. 
Secondo il racconto di Charlette Mann, una sera del mese di aprile 1941 intorno alle 21 il reverendo Huffman sarebbe stato chiamato dallo sceriffo per andare a dare la benedizione alle vittime dello schianto al suolo di un velivolo. Su un’auto della polizia, il pastore si recò in un luogo distante 15-25 Km dalla cittadina. Arrivato sul posto, il reverendo trovò un assembramento formato da poliziotti, vigili del fuoco e agenti del FBI; erano presenti anche militari dell’esercito giunti dalla vicina base di Sikeston, che circondavano uno strano veicolo a forma di disco. Huffman riuscì a intravedere all’interno del veicolo dei segni che ricordavano i geroglifici. Fu quindi chiamato a pregare per le tre vittime dello schianto, che erano adagiate al suolo; i corpi non avevano un aspetto umano ma erano di piccola statura, con occhi grandi e completamente senza capelli. Terminato il rito cristiano, i militari gli ingiunsero di non rivelare a nessuno ciò che aveva visto. Quando Hoffman tornò a casa, era ancora scosso. In seguito, raccontò l’accaduto alla moglie e ai figli. Il reverendo morì nel 1959. Il padre di Charlette, Guy Hoffman, confermò la storia e mostrò alla figlia una foto che il reverendo aveva ricevuto da un membro della sua congregazione, che ritraeva un alieno tenuto in piedi per le braccia da due uomini in divisa. Guy Hoffman diede in seguito la foto ad un suo amico fotografo, Walter Wayne Fisk, che non la restituì.

## Indagini successive e dubbi
Sull’evento esistono molti dubbi, dato che si basa solo su un racconto di seconda mano. Diversi ufologi hanno quindi indagato per trovare riscontri.
Al di fuori della famiglia Huffman, non sono emersi altri testimoni ad eccezione di Clarance R. Schade, fratello del defunto sceriffo Ruben R. Schade, che ha riferito di avere sentito parlare dello schianto di una nave spaziale. L’ufologo Stanton Friedman ha rintracciato Fisk, il fotografo a cui il padre di Charlette avrebbe dato la foto dell’alieno, ma l’uomo non ha voluto rilasciare dichiarazioni. Ryan S. Wood, ufologo del MUFON, ha cercato di identificare il luogo dello schianto, ma senza successo; non sono quindi emerse evidenze fisiche dell’evento.
Sono emerse difficoltà anche per stabilire la data precisa dell’evento. Secondo il racconto della moglie del reverendo Huffman, il fatto sarebbe accaduto a metà aprile, pochi giorni prima della nascita della sorella di Charlette, avvenuta il 3 maggio. I registri dei vigili del fuoco di Cape Girardeau riportano in quel periodo due interventi, uno il 30 marzo alle ore 18 circa, l’altro il 22 aprile intorno alle ore 24; giorni e orari non coincidono con il racconto della famiglia del reverendo. L’ufologo James Westwood ha trovato la notizia dello schianto di un aereo avvenuto nel maggio 1941 nella vicina contea di Scott, tuttavia ritiene poco plausibile che l’incidente si possa spiegare con la caduta di un aereo. Westwood ritiene comunque più probabile che l’evento sia avvenuto in autunno per motivi climatici (in primavera l’erba era ancora abbastanza umida e ciò non favoriva lo scoppio di incendi); inoltre ha affermato di avere trovato documenti secondo cui Huffman sarebbe stato nominato pastore della locale chiesa battista nel settembre 1941. L’ufologo Kenny Young ha riferito di avere trovato la notizia del passaggio di un convoglio militare di 21 camion scortato dalla polizia, avvenuto il 9 agosto 1941; in genere il passaggio dei convogli militari era preannunciato, ma in questo caso ciò non avvenne. 
Diversi ufologi, tra cui Ryan Wood, ritengono comunque che l’evento sia realmente accaduto, mentre altri, tra cui Westwood, ritengono che siano necessarie ulteriori indagini. Perplessità sono state espresse anche dall’ufologo Kevin Randle, studioso di schianti di UFO. Esaminando l’incidente di Roswell del 1947, molto più documentato, Randle è giunto alla conclusione che in quel caso i militari siano stati colti di sorpresa; se fosse avvenuto la schianto di un veicolo extraterrestre sei anni prima, i militari avrebbero avuto la certezza dell’esistenza di astronavi aliene in grado di giungere sulla Terra e a Roswell avrebbero agito diversamente. Randle ritiene quindi che siano necessarie altre indagini per potere affermare con certezza la natura extraterrestre dell’evento di Cape Girardeau.